# تخطيط الإنتاج

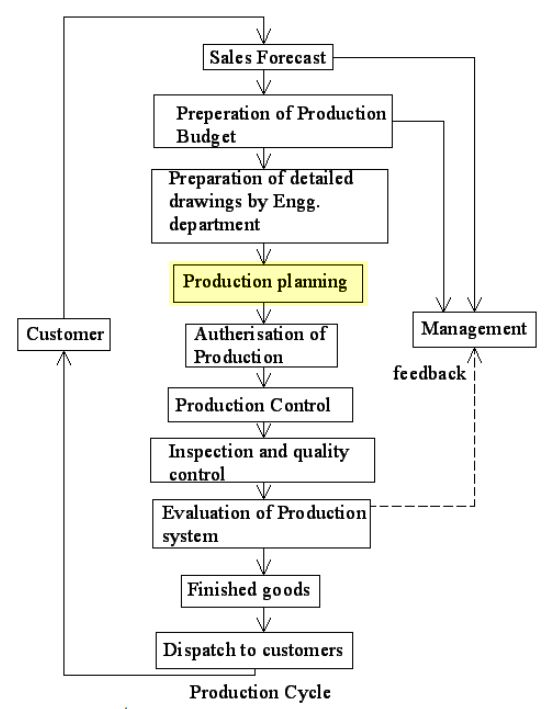
دور تخطيط الإنتاج في دورة الإنتاج، أُشير إلى مرحلة تخطيط الإنتاج باللون الأصفر.

تخطيط الإنتاج هو التخطيط لعملية تصنيع الوحدات الإنتاجيّة في الشركات أو المصانع. تعتمد عمليّة تخطيط الإنتاج بشكل رئيسيّ على استخدام المواد والقدرات الإنتاجيّة والموارد المُخصَّصَة لأنشطة الموظفين، بغية خدمة مختلف الزبائن والعملاء. وبكلمات أبسط، هو الدراسة التي تسبق البدء في الصناعة لاختيار أنسب الظروف والوسائل اللازمة للإنتاج ولإنجازه في أقل وقت وأقل مجهود وتكاليف. فهذه العمليّة عبارة عن تصميم واستخدام نظام إجرائي لإعداد خطط انتاجية تنفيذية مزمنه تتضمن كمية ومواصفات وطرق الحصول على المنتج وكذا الرقابة على كافة الانشطه الانتاجية داخل المنظمة.
لكل نموذج من نماذج التخطيط كتصنيع العناصر المُفردة أو إنتاج الدفعات أو الإنتاج الشامل أو المستمر، لكل واحدة من هذه الأنماط نمط التخطيط الخاص به. يمكن الجمع بين تخطيط الإنتاج ومراقبة الإنتاج وإدماجهما في تخطيط موارد المؤسسة أو الشركة.
يُستخدم تخطيط الإنتاج في الشركات متعددة الصناعات بما في ذلك المتخصصة بالصناعات الزراعيّة أو الصناعيّة أو صناعة الترفيه، إلخ...

## نظرة عامة
تُمثِّلُ عمليّة تخطيط الإنتاج نظرةً مستقبليّة للعمليّة الإنتاجيّة، إذ يتم من خلالها تحديد المرافق الإنتاجيّة المطلوبة وترتيبها. تُوضع خطة الإنتاج بشكل دوريّ لمدة زمنيّة محددة، وتُدعى هذه المدة بأفق التخطيط. يمكن أن تشتمل خطّة الإنتاج على ما يلي:
- تحديد مزيج المنتج المطلوب ومقدرة المصنع على التحمُّل لإرضاء حاجات الزبائن.[3]
- مُطابقة مستوى الإنتاج المطلوب مع الموارد المُتاحة.[4]
- جدولة واختيار العمل الفعليّ الذي سيتمّ البدأ فيه في منشأة التصنيع.[1]
- إعداد وتسليم أوامر الإنتاج إلى منشآت الإنتاج.[5]

وبغية تطوير خطط الإنتاج، يحتاج مُخطِّطُ الإنتاج أو إدارة تخطيط الإنتاج إلى العمل عن قرب مع إدارتي التسويق والمبيعات، إذ بإمكان هاتان الإدارتان أن تُقدِّمَا تنبوءات بالمبيعات أو قائمة بطلبات الزبائن. «يتم اختيار العمل من مجموعة متنوّعة من أنواع المنتجات، والتي قد تتطلَّب موارد مختلفة وتخدم عملاء مختلفين. وبالتالي، يجب أن يُحسِّنَ الاختيار الأداء مقاييس الأداء بشكل مستقلّ عن العملاء كوقت الدورة ومقاييس الأداء المعتمدة على العملاء كالتسليم في الوقت المُحدّد.»
يُعتبر «التقدير الدقيق للقدرة الإنتاجيّة في ظل الموارد المُتاحة» عاملاً حاسماً في عمليّة تخطيط الإنتاج، «رغم كونها أحد أصعب المهام تنفيذاً». يجب أن تأخذ الخطّة الإنتاجيّة دوماً «في الاعتبار توافر المواد وتوافر الموارد إضافةً إلى معرفة الطلب المستقبليّ».

## التاريخ

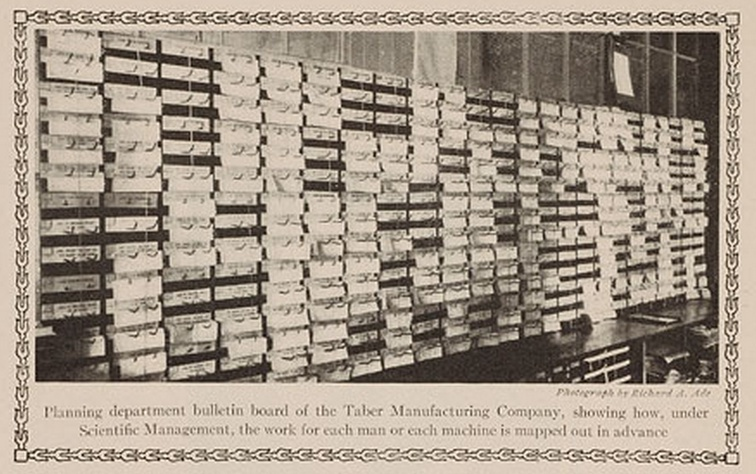
لوحة إعلانات إدارة التخطيط في شركة تابور للتصنيع في فيلادلفيا عام 1911.

تطوَّرت أساليب تخطيط الإنتاج الحديثة وأدواته بدءاً من آواخر القرن التاسع عشر، ففي ظل الإدارة العلميّة بات عمل كل شخص أو آلة مرسوم مسبقاً. يعود أصل تخطيط الإنتاج إلى قرنٍ آخر. أوجز روبرت كابلان (1986) الأمر بأن «الطلب على المعلومات للتخطيط والرقابة الداخليّان قد نشآ على ما يبدو في النصف الأول من القرن العشرين عندما اضطرت الشركات كمصانع النسيج والسكك الحديديّة إلى وضع إجراءات إداريّة داخليّة لتنسيق العمليات المتعددة التي ينطوي عليها النشاط الأساسيّ (تحويل المواد الخام إلى بضائع نهائيّة عبر تصنيع الأنسجة ونقل المسافرين والشحن عبر السكك الحديديّة.»
فتخطيط الإنتاج وظيفة حديثة اقتضتها زيادة التعقيد الذي وصل اليه الإنتاج الصناعي لتعدد الإجزاء والعمليات الصناعية، وارتفاع مستوى الدقة المطلوبة في الصناعة. وترجع هذه الوظيفة إلى الدراسات التي قام بها المهندس الأمريكي تايلور في كتابه مبادئ الإدارة العملية عام 1911 التي أدت إلى تطوير تخطيط الإنتاج والوصول بالصناعة إلى المستوى العالي الذي تشهده الآن.
يصف هيرمان (1996) كذلك الظروف التي تطوَّرت فيها طرق جديدة للتخطيط والرقابة الداخليّة بالآتي: «كانت المصانع الأولى بسيطة للغاية وصغيرةً نسبياً. أنتجت هذه المصانع عدداً صغيراً من المنتجات بدفعات كبيرة. جاءت مكاسب الإنتاجيّة من استخدام أجزاء قابلة للتبديل للحد من الوقت المُستهلك في عمليات التركيب. وخلال آواخر القرن التاسع عشر، كانت شركات التصنيع مهتمةً بزيادة إنتاجيّة المُعدّات باهظة الثمن في المصانع. فقد كان الاستمرار في استخدامها بشكل مكثّف هدفاً هاماً. حكم رؤساء العمّال متاجرهم، من خلال تنسيق جميع الأنشطة المطلوبة لعدد محدود من المنتجات التي كانوا مسؤولين عنها. استأجروا المُشغِّلِين واشتروا المواد وأداروا الإنتاج وقاموا بتسليم المنتج. كانوا خبراء يتمتّعون بمهارات فنيّة عالية وخطّطوا للإنتاج (لم يكونوا طاقماً منفصلاً عن الموظفين الإداريين). حتى مع نمو المصانع، ازداد حجم هذه المصانع إلا أنها لم تزدد تعقيداً.»
يحكي هيرمان حول تخطيط الإنتاج أن «جدولة الإنتاج قد بدأت بشكل بسيط. عندما استُخدِمَت الجداول كانت تُعدّ فقط عند العمل على طلبية ينبغي البدء بها أو عندما يكون الطلب مستحق التسليم. لم يقدّموا أي معلومات عن إجمالي المدة التي ينبغي أن يأخذها التصنيع أو عن المدة المطلوبة للعمليات الفرديّة.»
عام 1923 أُشير في كتاب الإدارة الصناعيّة (الإنجليزيّة: Industrial Management) إلى السيد أوينز الذي لاحظ أن: «تخطيط الإنتاج يتحوّل بشكل متسارع إلى أحد ركائز الإدارة. صحيح أن كل منشأة مهما كانت كبيرة أو صغيرة لها تخطيط للإنتاج بصورة أو بأُخرى، لكن نسبةً كبيرة منها لا تشتمل على تخطيط يجعل تدفٌّق المواد والحد الأدنى من المال مرتبطين بالمخزون.»

## الموضوعات

### أنماط التخطيط
يمكن تطبيق عدة أنماط من التخطيط:
- التخطيط والجدولة المتقدّمين
- تخطيط القدرة
- جدول الإنتاج الرئيسي
- تخطيط متطلبات المواد
- التخطيط لموارد التصنيع، اختصاراً MRP II
- الجدولة
- سير العمل

أنماط أُخرى مرتبطة بما سبق لاسيّما في التخطيط للمنظمات
- جدولة الوظائف
- تخطيط موارد المؤسسة
- مراقبة المخزون
- تخطيط الإنتاج
- التخطيط للمشروع
- تخطيط المعالجة، والذي يحيل إلى التخطيط للمعالجة بمساعدة الحاسوب
- التخطيط للمبيعات والعمليات
- الإستراتيجية

### مراقبة الإنتاج
يشير مصطلح مراقبة الإنتاج إلى نشاط التحكّم بسير العمل في الإنتاج ومراقبته. وهو مُكمّل جزئياً لتخطيط الإنتاج.